# Djurgårdsbrunnsviken

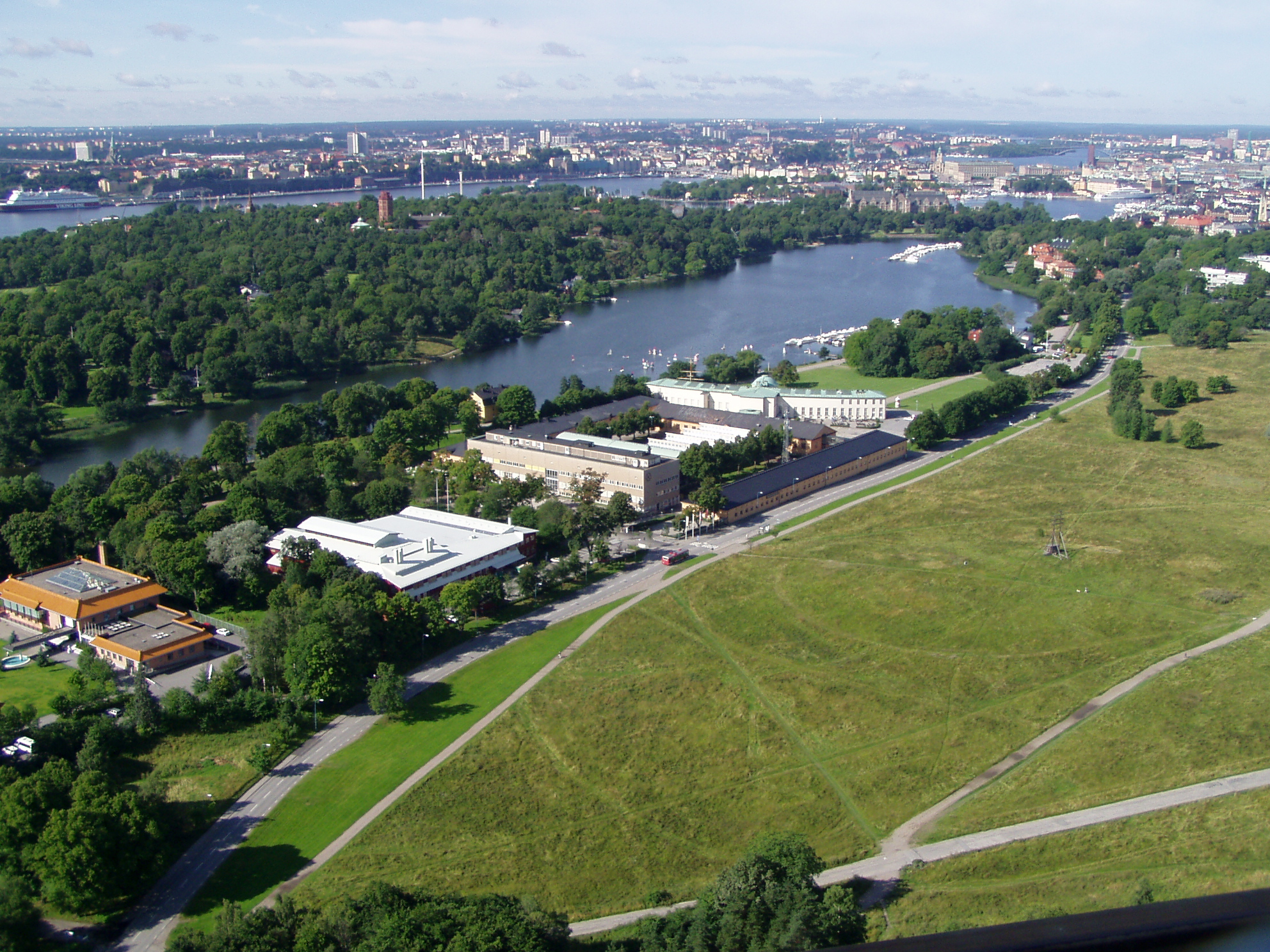
Vy över Djurgårdsbrunnsviken från Kaknästornet.

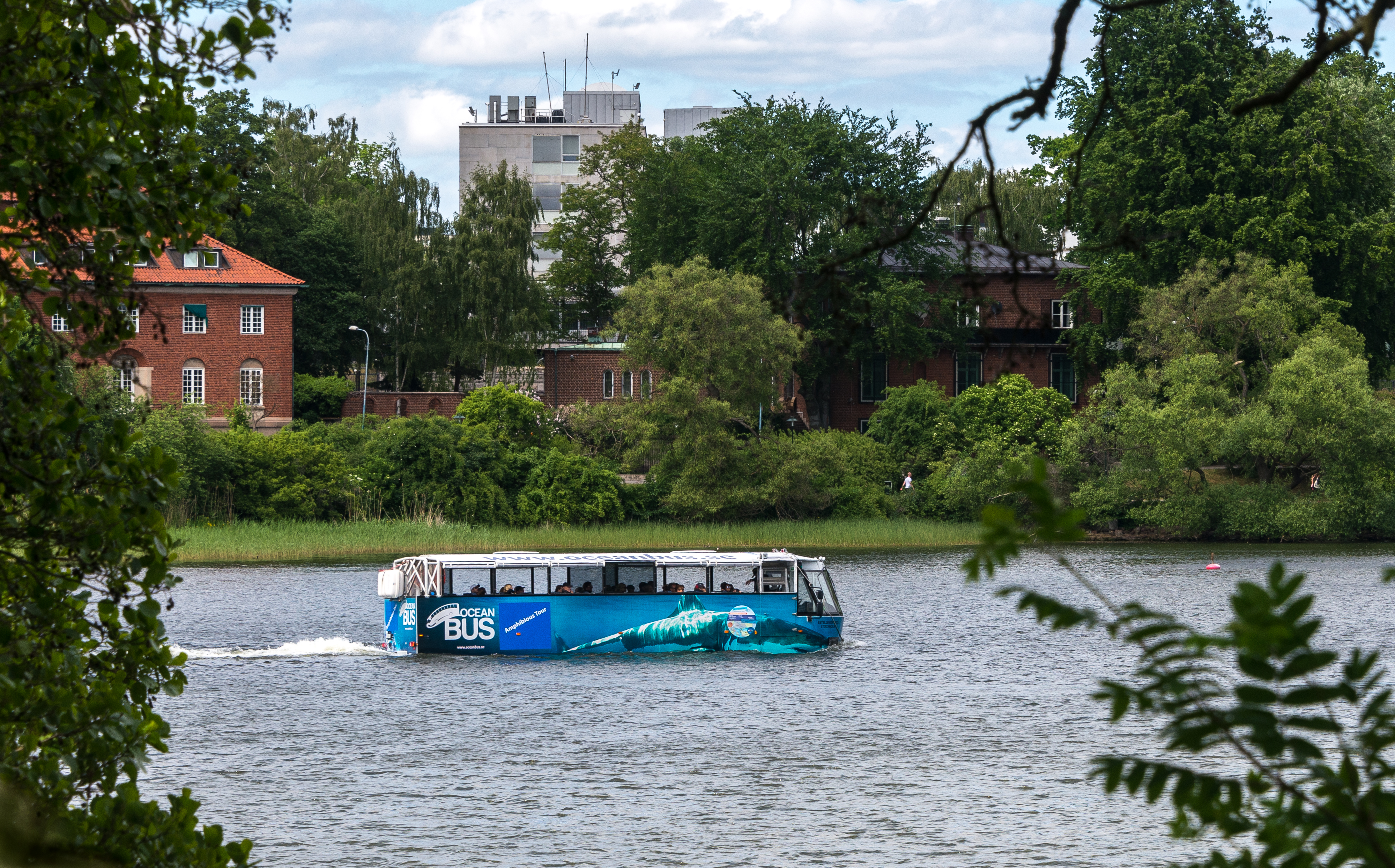
Amfibiebuss i Djurgårdsbrunnsviken i Stockholm.

Djurgårdsbrunnsviken är en vik av Saltsjön i Stockholm.

## Allmänt
Djurgårdsbrunnsviken sträcker sig från Ladugårdslandsviken mellan stadsdelarna Östermalm och Djurgården och fortsätter vid Djurgårdsbrunnsbron ut i Djurgårdsbrunnskanalen. Viken är 2 000 meter lång och upp till 380 meter bred. Ytan uppgår till 38,5 hektar, volym cirka 1,56 miljoner kubikmeter. Djupet är från 2,5 meter vid Djurgårdsbron upp till 9,4 meters djup utanför Kärleksudden. 
Runt viken finns en lång rad sevärdheter, bland annat Rosendals slott, Skansen, Nordiska museet, Nobelparken, Diplomatstaden, Sjöhistoriska museet, Tekniska museet och Djurgårdsbrunn. Vid Djurgårdsbrunnsvikens södra sida märks (från väster till öster) Kaptensudden, Framnäs udde och Kärleksudden.

## Historiska aktiviteter

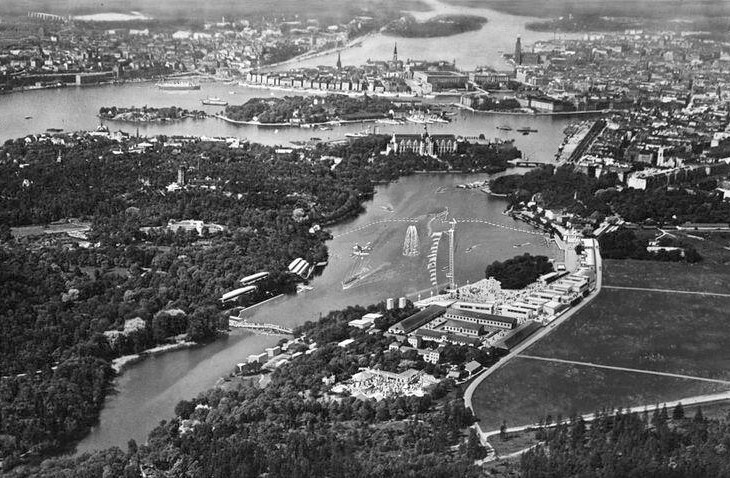
Stockholmsutställningen 1930.

- Allmänna konst- och industriutställningen från 1897 hade sitt utställningsområde på vikens norra sida, nära Djurgårdsbron. I ramen för utställningen byggdes även kulisstaden Gamla Stockholm på Framnäs udde och intilliggande holmen.
- Under de Olympiska sommarspelen 1912 användes viken som tävlingssträcka för de olympiska sim- och roddtävlingarna.
- År 1930 arrangerades Stockholmsutställningen vid Djurgårdsbrunnsvikens norra strand och en gångbro hade byggts över till södra sidan ungefär i höjd med dagens Tekniska museet. Där finns idag ungefär i samma läge Folke Bernadottes bro, invigd i september 2019.

## Djurgårdsbrunnsviken runt på Hälsans stig
Runt Djurgårdsbrunnsviken och Djurgårdsbrunnskanalen leder en sju kilometer lång vandringsled som märktes upp i ramen för Hälsans stig. Den sträcker sig förbi samtliga sevärdheter längs med sjön och kanalen. Vill man enbart gå runt Djurgårdsbrunnsviken är sträckan 4.9 kilometer. Sedan invigningen av Folke Bernadottes bro i september 2019 kan även slingan runt Djurgårdsbrunnsviken delas upp i två etapper.